# Departamento San Antonio (Jujuy)
San Antonio es uno de los 16 departamentos en los que se divide la provincia de Jujuy, Argentina.

## Superficie límites y acceso
El departamento tiene una superficie de 690 km², lo que al año 2010 determina una densidad de 6.5 hab/km².

Limita al norte con los departamentos Dr. Manuel Belgrano y Palpalá, al este con el departamento El Carmen y al sur y oeste con la provincia de Salta.

Las principales vías de acceso al departamento son las rutas provinciales RP2 (por el camino de La Almona), RP42( camino que une a la localidad con el departamento El Carmen) y RP26 (ruta consolidada que une la une con el Ceibal) y la ruta nacional RN9.
El departamento de San Antonio tiene por capital o localidad cabecera a Perico de San Antonio (o solamente San Antonio) y está constituido por ocho distritos principales: Los Alisos, La Toma, El Ceibal, Los Paños, Cerro Negro, La Cabaña, Pueblo Viejo y Río Blanco.

## Población
Según el INDEC en 2010 el departamento tenía 4466 habitantes, conservando la tendencia de incremento de su población mostrada en el período anterior.
Para el censo 2022 el departamento registró 6729 habitantes. Esto representó un aumento en la cantidad de personas del 50.7%, mucho mayor que el crecimiento poblacional provincial.Estos datos le valieron ser el departamento que más creció de la provincia.
| Gráfica de evolución demográfica de Departamento San Antonio entre 1991 y 2022 |
|                                                                                |
| Fuente: censos nacionales del INDEC                                            |

## Localidades y parajes
La población se distribuye en algunas localidades y parajes de carácter rural.

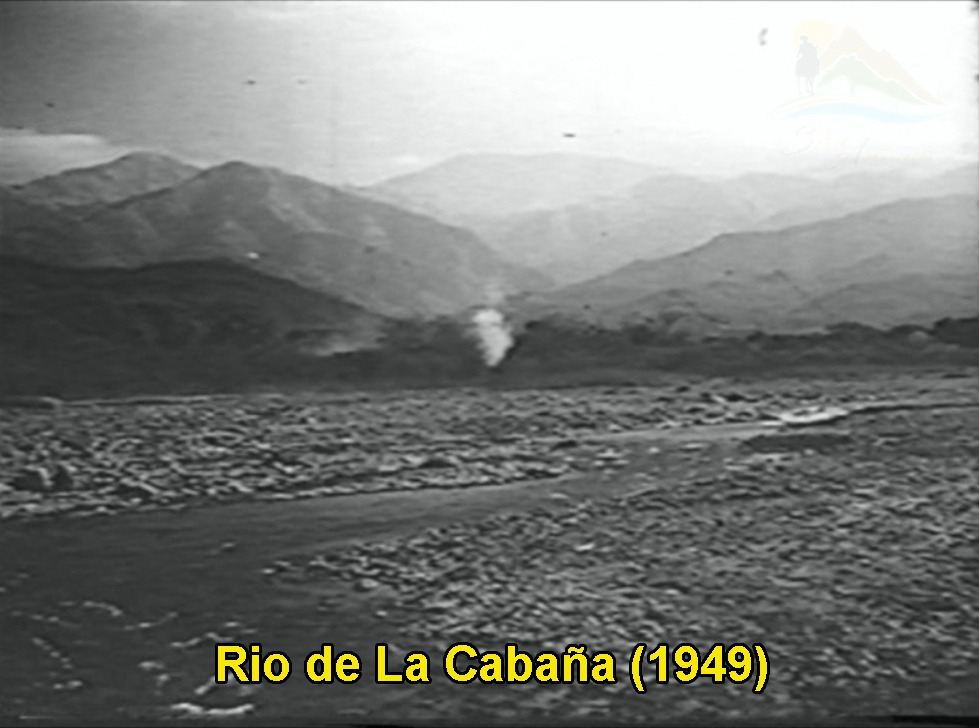
Antigua foto del Río la Cabaña, uno de los afluentes principales del Río Perico

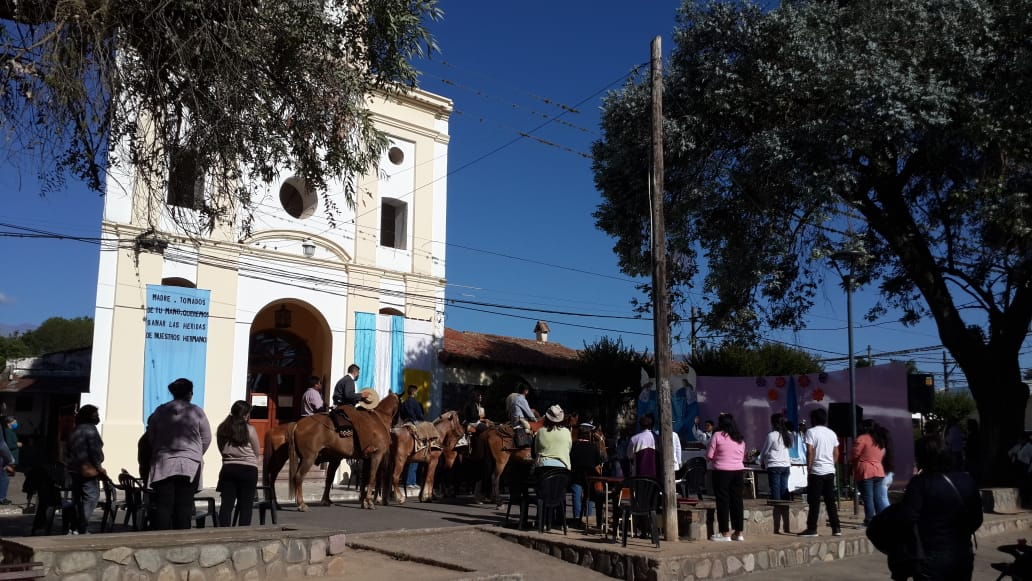
Saludo de respeto de una delegación gaucha a la imagen de la Virgen Inmaculada, patrona de la Iglesia matriz

- San Antonio	(3698 hab)
- Los Alisos	(734 hab)
- El Ceibal	(189 hab)
- Loma Atravesada
- Paños
- La Almona
- El Morado

## Salud y educación
El departamento cuenta con 4 centros de salud, la mayoría de ellos dedicados a la atención primaria, distribuidos entre las distintas localidades.
Según datos oficiales, el departamento contaba con un total de 11 establecimientos educativos, algunos de ellos fueron cerrados por la migración de la población rural a los centros más poblados, en su totalidad son de gestión pública, que atienden los requerimientos de niños y jóvenes desde el jardín maternal hasta el nivel secundario. Entre ellos podemos mencionar: 
- Centro de Desarrollo Infantil "Dr. Guillermo Snopek (San Antonio)
- Escuela Primaria N.º 19 "Delfín Puch" (San Antonio)
- Escuela Primaria N.º 108 "Provincia de San Luis" (Los Paños)
- Escuela Primaria N.º 283 "Dr. José Humberto Martiarena (El Ceibal)
- Escuela Primaria N.º 284 "Armada Argentina" (Río Blanco)
- Escuela Primaria N.º 285 "República de Chile" (La Toma)
- Escuela Primaria N.º 322 "Independencia del Perú" (Los Alisos)
- Bachillerato N.º 17 "Gral. Manuel Belgrano" (San Antonio)
- Colegio Secundario N.º 35 (Los Alisos)

## Fiestas Patronales
Cada distrito o paraje  del departamento tiene su propio patrono o santo de veneración. Así en la localidad cabecera se festejan las fiestas patronales de San Antonio (13 de junio) y a la Virgen Inmaculada Concepción, patrona de la Iglesia Matriz (8 de diciembre), de igual manera y en fechas anteriores o posteriores a éstos, lo hacen en los parajes de La Cabaña y La Toma, en donde concurren feligreses y gauchos para honrarlos. 
En la localidad de Los Paños, se honra a la Virgen del Milagro en la pequeña y pintoresca capilla. Con peregrinación hacia la Cascada con la Virgen en andas, un fin de semana anterior a la celebración principal.
En el paraje de Río Blanco, se peregrina a caballo hacia el pequeño santuario de la Virgen de Río Blanco y en la localidad de Los Alisos, se celebra a San Santiago, en donde se conserva la tradicional cuarteada de corderos, también en enero realizan las honras al Divino Niño, en donde asisten grupos de niños adoradores y bandas de sikuris.

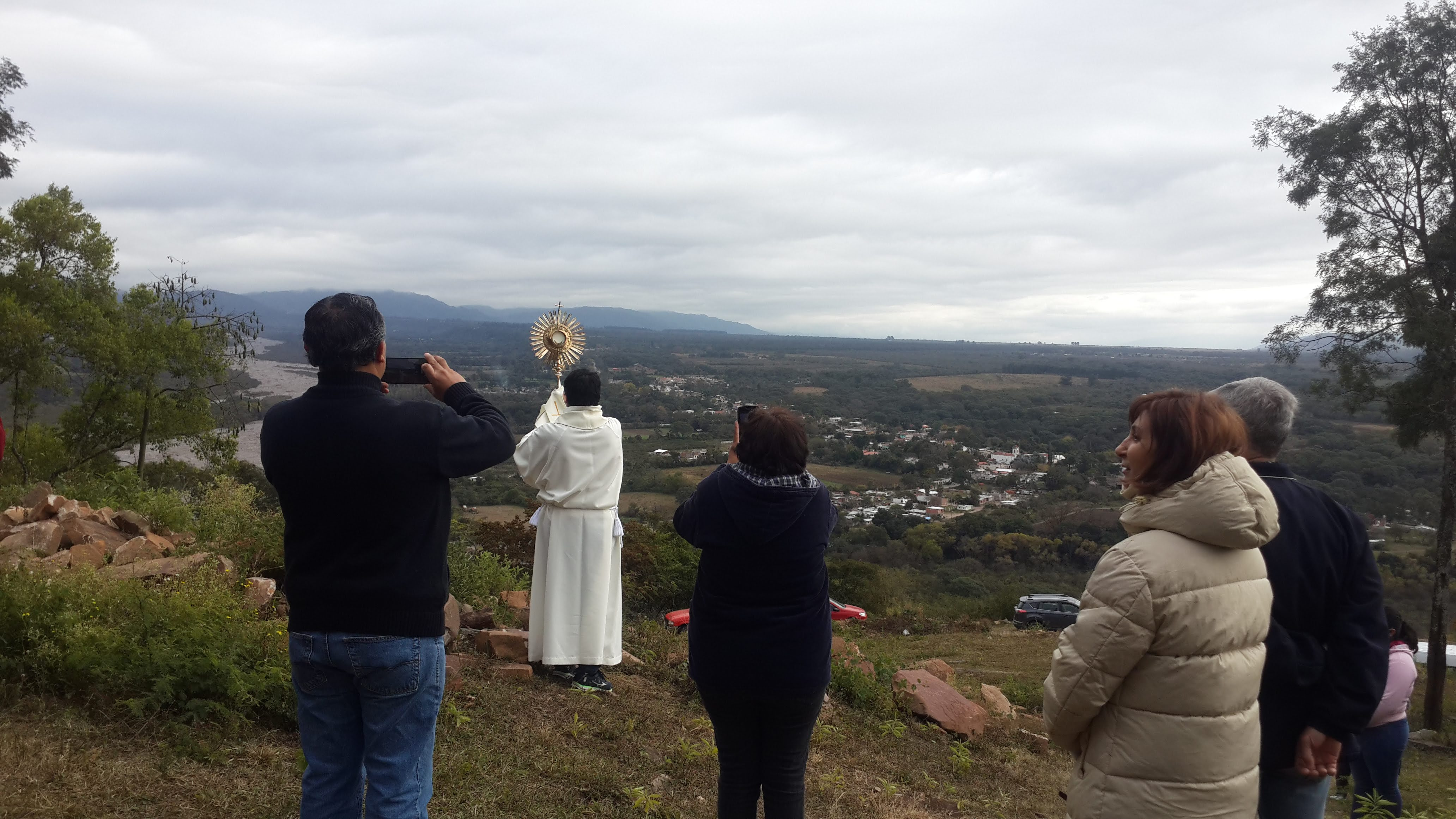
Peregrinación a la Cruz del Cristo de la Hermandad

## Eventos Importantes
En la localidad cabecera se realizan tradicionales e importantes eventos como:
- Carnaval (Comparsas Corazones Alegres, Juventud Alegre, Pisao Dominao, Los amigos de tu hermana, La Unión, La Tía Geno)

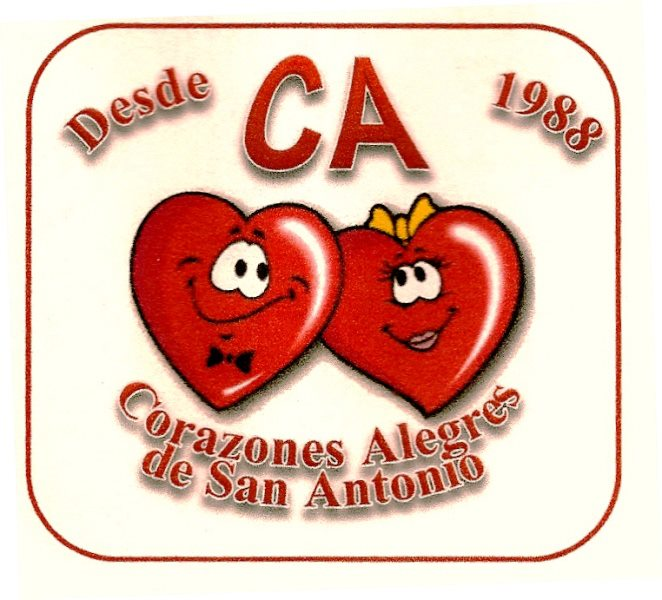
Logo de una de las comparsas más antiguas de la localidad

- Fiestas patronales (de San Antonio y la Inmaculada Concepción)

- Festival de la Empanadilla (En agosto, con concurso de empanadilleras locales y de zonas aledañas, participación de grupos y escuelas de danzas folklóricas, ferias artesanales)
- Gesta del 23 de agosto (venta de comidas regionales, juegos campestres, participación de grupos y escuelas de danzas folklóricas, recreación histórica con quema de la ciudad histórica)
- Marcha Patriótica por el Camino Real (cabalgata realizada por gauchos y paisanas de los departamentos de El Carmen, San Antonio y La Caldera)
- Festival Provincial del Quesillo y el Folklore (entre noviembre y diciembre).

## Sismicidad
La sismicidad del área de Jujuy es frecuente y de intensidad baja, y un silencio sísmico de terremotos medios a graves cada 40 años.
- Sismo de 1863: aunque dicha actividad geológica catastrófica, ocurre desde épocas prehistóricas, el terremoto del 4 de enero de 1863 (162 años),[12] señaló un hito importante dentro de la historia de eventos sísmicos jujeños, con 6.4 Richter.[11]
- Sismo de 1948: el 25 de agosto de 1848 (176 años) con 7.0 Richter, el cual destruyó edificaciones y abrió numerosas grietas en inmensas zonas[12][11]
- Sismo de 2011: el 6 de octubre de 2011 (13 años) con 6.2 Richter, produjo rotura de vidrios y mampostería.[11]

## Galería de fotos

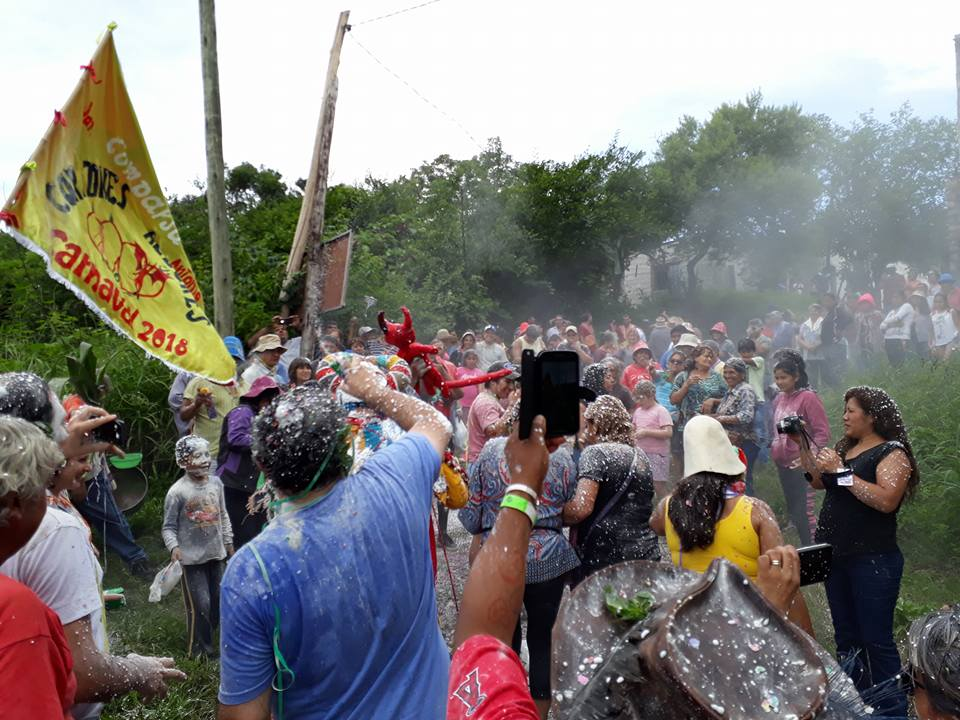
Desentierro del Carnaval en la Comparsa Corazones Alegres de San Antonio

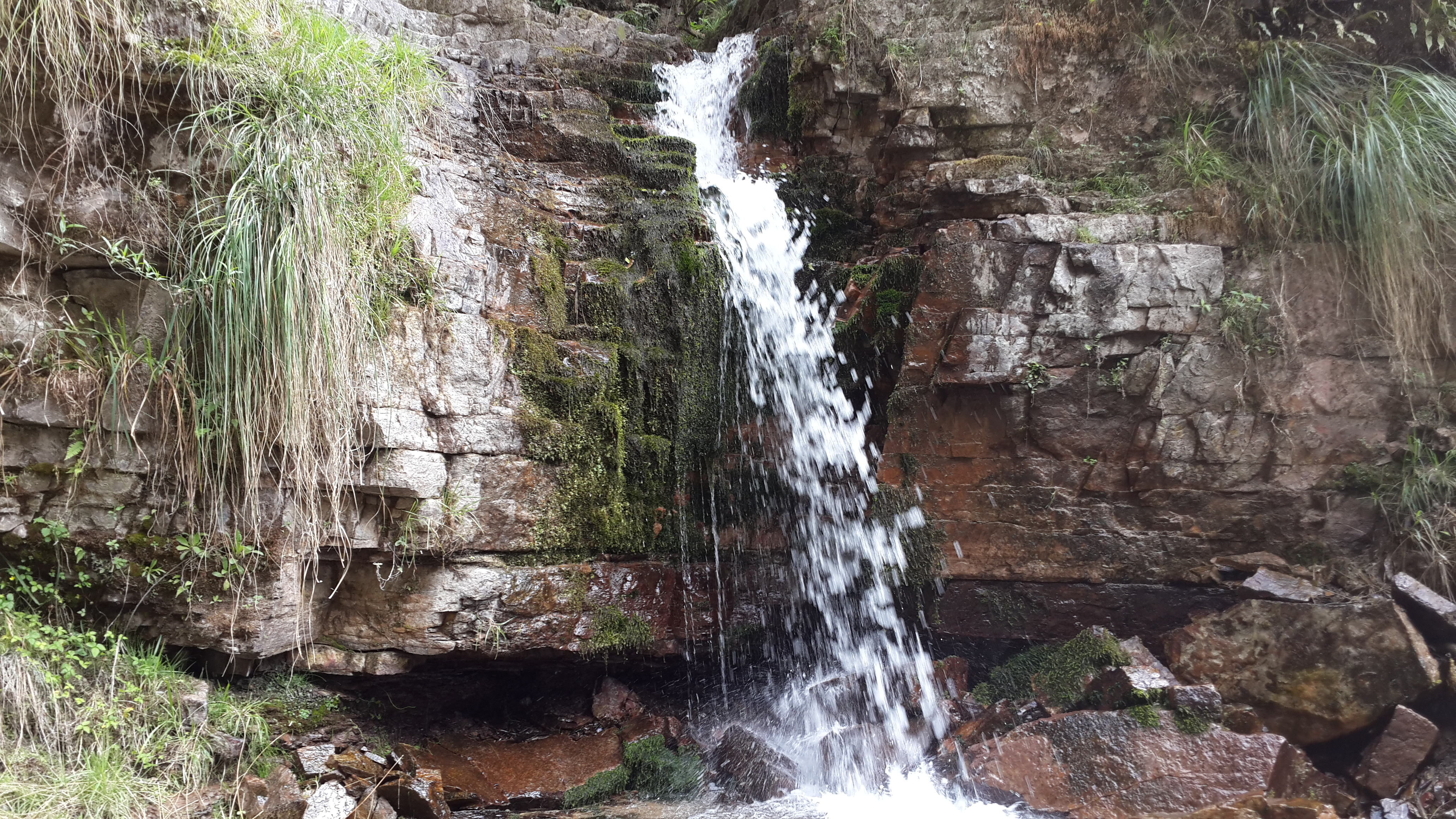
Hacia la Cascada de Los Paños

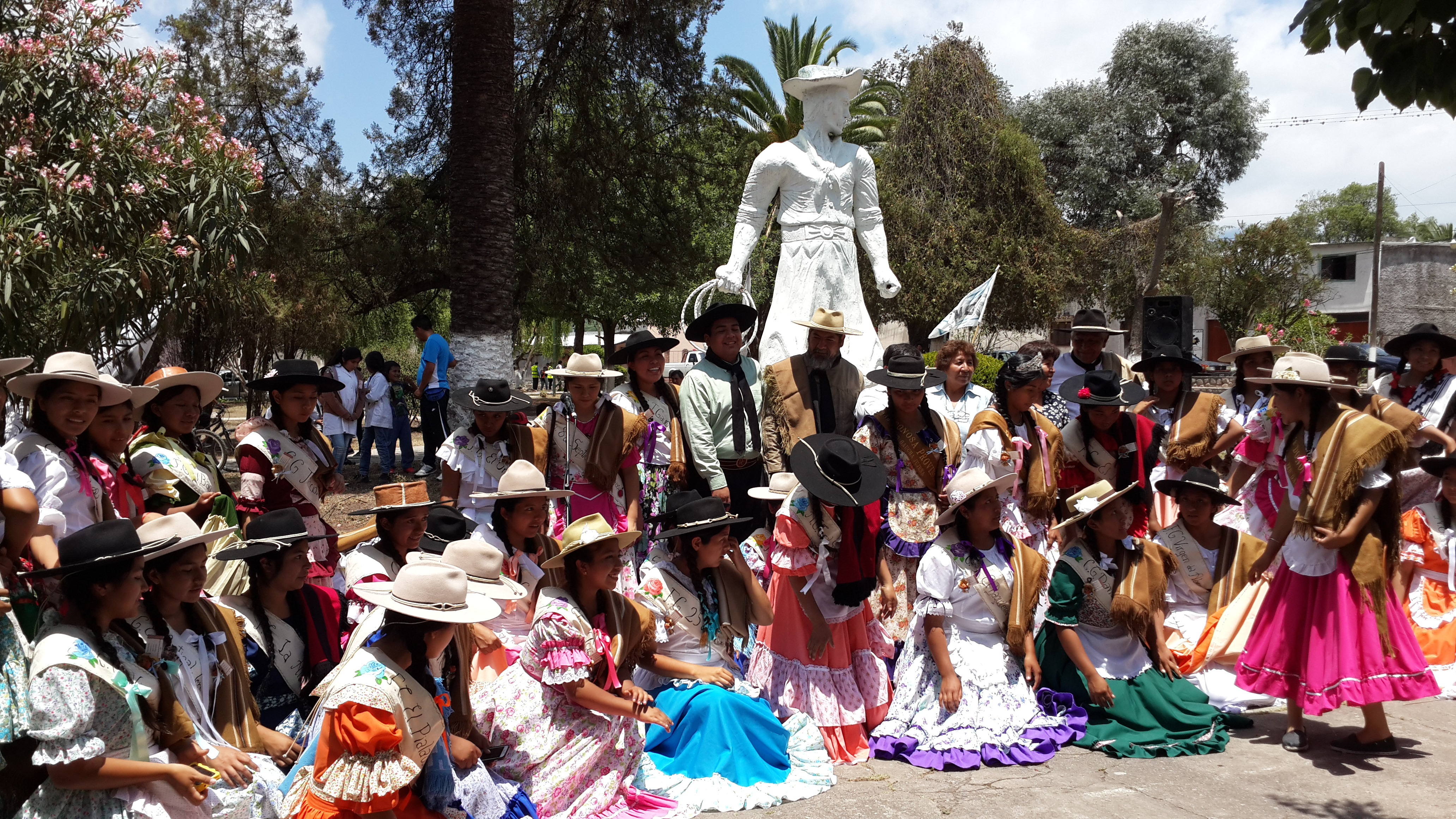
Visita de las donosas de los centros de gauchos de la provincia, previo a la Elección Reina de la Paisana Provincial